# Offspring (serie)
Offspring es una serie de televisión de comedia dramática australiana, transmitida desde el 15 de agosto de 2010 hasta el 30 de agosto de 2017 por la cadena Network Ten.
Sigue la historia de los amores imposibles de la obstetra Nina Proudman y de su fabulosa y complicada familia. También trata acerca de las fuerzas que impulsan la vida de todos como el amor, el sexo, los bebés, la comida y la música.
La serie ha contado con la participación de actores invitados como Jonny Pasvolsky, Jane Badler, John Wood, Jay Ryan, Martin Sacks, Damon Herriman, Nicholas Hope, Christopher Morris, Scott McGregor, Diana Glenn, Kestie Morassi, Chrissie Swan, Ray Martin, entre otros.
El 4 de noviembre del 2016 la serie fue renovada para una séptima y última temporada, la cual fue estrenada el 28 de junio de 2017.

## Historia
La serie se centra en la vida de la familia Proudman y como la doctora Nina Proudman, una obstetra en el hospital St Francis, intenta manejar las situaciones con las que se enfrenta en el trabajo, con su familia y con el amor. Su hermana Billie está casada con Mick con quien quiere iniciar una familia mientras que su hermano Jimmy tiene una relación con Zara y juntos tienen un hijo Alfie. A ellos sus padres Geraldine y Darcy los padres de Nina, Billie y Jimmy. Cherie es una enfermera y amiga de la familia con la que Darcy tuvo un hijo, Ray. 
Más tarde Nina se entera de que Darcy no es su padre y que su padre biológico es el doctor Phillip Noonan, mientras que Cherie comienza una relación con Martin. Al final de la tercera temporada Nina se entera de que está embarazada de Patrick.
Durante el inicio de la sexta temporada en el 2016 la familia queda destrozada cuando descubren que Darcy había muerto de un ataque al corazón mientras se encontraba en un crucero con Cherie, poco después descubren que Will Bowen, el abogado que estaba ayudando a Darcy a crear su testamento era en realidad su hijo, lo que lo convertía en el medio hermano de Billie, Jimmy y Ray y hermano adoptivo de Nina.

## Personajes

### Personajes principales
| Actor             | Personaje                | Trabajo                                                                             | N.º de episodios | Temporada       |
| ----------------- | ------------------------ | ----------------------------------------------------------------------------------- | ---------------- | --------------- |
| Asher Keddie      | Nina Proudman            | Doctora Obstetra del Hospital "St Francis"                                          | 86               | 2010 - presente |
| Kat Stewart       | Billie Proudman-Holland  | Gerente / Bienes Raíces                                                             | 86               | 2010 - presente |
| Richard Davies    | Jimmy Proudman           | Dueño de una taquería mexicana / ex-camarero                                        | 86               | 2010 - presente |
| Linda Cropper     | Geraldine Proudman       | Constructora de modelos arquitectónicos                                             | 86               | 2010 - presente |
| Jane Harber       | Zara Perkich-Proudman    | Estudiante de Medicina (2.º. año) / Enfermera y comadrona del Hospital "St Francis" | 86               | 2010 - presente |
| Deborah Mailman   | Cherie Butterfield-Clegg | Enfermera del Hospital "St Francis"                                                 | 69               | 2010 - presente |
| Alicia Gardiner   | Kim Akerholt             | Enfermera                                                                           | 86               | 2010 - presente |
| Lawrence Leung    | Elvis Kwan               | Doctor del Hospital "St Francis"                                                    | 24               | 2013 - presente |
| T. J. Power       | Will Bowen               | Abogado                                                                             | 20               | 2016 - presente |
| Shannon Berry     | Brody Jordan             | -                                                                                   | 14               | 2016 - presente |
| Alexander England | Harry Crewe              | Director de Crisis y Cultura del Hospital "St Francis"                              | 16               | 2016 - presente |

### Personajes recurrentes
| Actor             | Personaje                        | Empleo | Episodios | Duración        |
| ----------------- | -------------------------------- | ------ | --------- | --------------- |
| Isabella Monaghan | Zoe Reid-Proudman                | -      | 25        | 2013 - presente |
| Cate Wolfe        | Jess                             | -      | 13        | 2014 - presente |
| Lennon Whitehead  | Alfie Proudman-Perkich           | Bebé   | 11        | 2012 - presente |
| Leo Materia       | Patrick "Paddy" Proudman-Perkich | Bebé   | 11        | 2014 - presente |
| Sarah Peirse      | Marjorie Van Dyke-Bowen          | -      | 8         | 2016 - presente |
| Chance Charles    | Ray Proudman-Butterfield         | Bebé   | 6         | 2010 - presente |
| Ash Ricardo       | Kerry Green                      | -      | 6         | 2016 - presente |

### Antiguos personajes principales
| Actor            | Personaje           | Ocupación                                                  | Episodios | Duración                | Estado |
| ---------------- | ------------------- | ---------------------------------------------------------- | --------- | ----------------------- | ------ |
| Lachy Hulme      | Martin Clegg        | Doctor / Director de Obstetricia del Hospital "St Francis" | 68        | 2010 - 2016             |        |
| Eddie Perfect    | Mick Holland        | Cantante / Compositor                                      | 60        | 2010 - 2016             |        |
| John Waters      | Darcy Proudman      | Dueño de la inmobiliaria "Darcy Proudman"                  | 55        | 2010 - 2014             | Muerto |
| Matthew Le Nevez | Patrick Reid        | Doctor Anestesista del Hospital "St Francis"               | 47        | 2011 - 2013, 2014, 2016 | Muerto |
| Ido Drent        | Lawrence Pethbridge | Doctor y Consejero del Hospital "St Francis"               | 24        | 2013 - 2016             | Vivo   |
| Patrick Brammall | Leo Taylor          | Partero del Hospital "St Francis" / ex-Paramédico          | 14        | 2014 - 2016             | Vivo   |
| Don Hany         | Chris Havel         | Doctor Pediatra del Hospital "St Francis"                  | 17        | 2010 - 2011             | Vivo   |
| Caren Pistorius  | Eloise Ward         | Enfermera del Hospital "St Francis"                        | 13        | 2013                    | Viva   |
| Ben Barrington   | Thomas Buchdahl     | -                                                          | 11        | 2014                    | Vivo   |
| Dan Wyllie       | Angus Freeman       | Doctor / Director de Educación del Hospital "St Francis"   | 5         | 2016                    |        |

### Antiguos personajes recurrentes
| Actor              | Personaje           | Empleo  | Episodios | Duración          |
| ------------------ | ------------------- | ------- | --------- | ----------------- |
| Garry McDonald     | Phillip Noonan      | Doctor  | 33        | 2012 - 2014       |
| Kate Jenkinson     | Kate Reid           | -       | 23        | 2011 - 2014       |
| Clare Bowditch     | Rosanna Harding     | Músico  | 18        | 2012 - 2014       |
| Dan Spielman       | Andrew Holland      | -       | 15        | 2011 - 2012       |
| Celia Pacquola     | Ange Navarro        | -       | 18        | 2013 - 2014       |
| Kevin Hofbauer     | Joseph Green        | -       | 11        | 2013              |
| David Roberts      | Phil D'Arabont      | -       | 10        | 2011, 2013 - 2016 |
| Maude Davey        | Nadine Samir-Noonan | Doctora | 8         | 2011, 2013, 2014  |
| Jasmine Edwards    | Isabella Reid       | -       | 7         | 2013              |
| Leah de Niese      | Odile               | -       | 7         | 2010, 2011        |
| Paul Denny         | Sam Jenkis          | -       | 7         | 2010 - 2011       |
| Marta Kaczmarek    | Sonja               | -       | 7         | 2010              |
| Thalia Accornero   | Lucy Havel          | -       | 7         | 2010              |
| Christopher Morris | Brendan Wright      | -       | 6         | 2010, 2014        |
| Jay Ryan           | Fraser King         | Doctor  | 6         | 2011              |
| Emma Griffin       | Tammy               | -       | 6         | 2011              |
| Kate Box           | Alice Havel         | -       | 6         | 2010              |
| Andre Cartel       | Rocco Buchdahl      | -       | 4         | 2014              |
| John Wood          | Gareth              | -       | 4         | 2010              |
| Kick Gurry         | Adam                | -       | 4         | 2012              |
| Kestie Morassi     | Ivy                 | -       | 3         | 2010              |
| Sacha Horler       | Stacey              | -       | 3         | 2010              |
| Jonny Pasvolsky    | Ben Forbes          | Doctor  | 2         | 2011              |
| Nicholas Hope      | Tadgh Reid          | -       | 2         | 2013              |
| Katherine Hicks    | Maddy Rao           | -       | 1         | 2016              |

## Premios y nominaciones
Los actores John Waters y Deborah Mailman fueron nominados a los premios AFI, en las categorías de mejor actor y actriz de reparto en un drama de televisión, los premios fueron entregados en diciembre del 2010. John Brawley ganó el bronce por el episodio 13 en los premios ACT ACS en la categoría de mejor drama para la televisión.
| Año  | Categoría                                              | Premio               | Nominado (a)                | Resultado |
| ---- | ------------------------------------------------------ | -------------------- | --------------------------- | --------- |
| 2018 | Most Popular Actress                                   | Logie Award          | Asher Keddie                | Nominada  |
| 2015 | Television - Series (episodio 5.11)                    | AWGIE Award          | Leon Ford                   | Nominado  |
| 2015 | Television - Series (episodio 5.10)                    | AWGIE Award          | Michael Lucas               | Ganó      |
| 2015 | Most Popular Actress                                   | Logie Award          | Asher Keddie                | Ganó      |
| 2015 | Most Popular Personality on Australian TV              | Gold Logie Award     | Asher Keddie                | Nominada  |
| 2015 | Most Popular Drama Program                             | Logie Award          | Offspring                   | Nominado  |
| 2015 | Lead Actress in a Television Drama                     | AACTA Award          | Kat Stewart                 | Nominada  |
| 2014 | Television - Series                                    | AWGIE Award          | Michael Lucas               | Nominado  |
| 2014 | Most Popular Actress                                   | Silver Logie Award   | Asher Keddie                | Ganó      |
| 2014 | Most Popular Actor                                     | Silver Logie Award   | Matthew Le Nevez            | Nominado  |
| 2014 | Most Outstanding Actress                               | Silver Logie Award   | Asher Keddie                | Ganó      |
| 2014 | Most Outstanding Actress                               | Silver Logie Award   | Kat Stewart                 | Nominada  |
| 2014 | Most Popular Personality on TV                         | Gold Logie Award     | Asher Keddie                | Nominada  |
| 2014 | Most Outstanding Drama Series                          | Silver Logie Award   | Offspring                   | Nominado  |
| 2014 | Most Popular Drama Series                              | Silver Logie Award   | Offspring                   | Nominado  |
| 2014 | Best Lead Actress in a Television Drama                | AACTA Award          | Asher Keddie                | Nominada  |
| 2014 | Best Guest or Supporting Actress in a Television Drama | AACTA Award          | Kat Stewart                 | Ganó      |
| 2014 | Best Television Drama Series                           | AACTA Award          | John Edwards e Imogen Banks | Nominado  |
| 2014 | Best Screenplay in Television                          | AACTA Award          | Debra Oswald                | Ganó      |
| 2013 | Most Popular Actress                                   | Silver Logie Award   | Asher Keddie                | Ganó      |
| 2013 | Most Popular Actress                                   | Silver Logie Award   | Deborah Mailman             | Nominada  |
| 2013 | Most Popular Actor                                     | Silver Logie Award   | Matthew Le Nevez            | Nominado  |
| 2013 | Most Popular Actor                                     | Silver Logie Award   | Lachy Hulme                 | Nominado  |
| 2013 | Most Popular Personality on TV                         | Gold Logie Award     | Asher Keddie                | Ganó      |
| 2013 | Most Popular New Female Talent                         | Silver Logie Award   | Clare Bowditch              | Nominada  |
| 2013 | Most Popular Drama Series                              | Silver Logie Award   | Offspring                   | Nominado  |
| 2013 | Most Outstanding Drama Series                          | Silver Logie Award   | Offspring                   | Nominado  |
| 2012 | Telvision-Series (episodio # 206)                      | AWGIE Award          | Michael Lucas               | Ganó      |
| 2012 | Most Popular Personality on TV                         | Gold Logie Award     | Asher Keddie                | Nominada  |
| 2012 | Most Popular Actor                                     | Silver Logie Award   | Eddie Perfect               | Nominado  |
| 2012 | Most Popular Actress                                   | Silver Logie Award   | Asher Keddie                | Ganó      |
| 2012 | Most Popular Drama Series                              | Logie Award          | Offspring                   | Nominado  |
| 2012 | Most Outstanding Drama Series, Miniseries or Telemovie | Silver Logie Award   | Offspring                   | Nominado  |
| 2012 | Best Television Drama Series                           | AACTA Award          | John Edwards e Imogen Banks | Nominados |
| 2011 | Female Actor of the Year                               | Deadly Award         | Deborah Mailman             | Ganó      |
| 2011 | Most Popular Personality on TV                         | Gold Logie Award     | Asher Keddie                | Nominada  |
| 2011 | Most Popular Actress                                   | Silver Logie Award   | Asher Keddie                | Ganó      |
| 2011 | Most Popular Actor                                     | Silver Logie Award   | Don Hany                    | Nominado  |
| 2011 | Most Popular New Male Talent                           | Logie Award          | Eddie Perfect               | Nominado  |
| 2011 | Most Outstanding Actress                               | Silver Logie Award   | Kat Stewart                 | Nominada  |
| 2011 | Most Outstanding Actress                               | Silver Logie Award   | Asher Keddie                | Nominada  |
| 2011 | Most Outstanding New Talent                            | Graham Kennedy Award | Richard Davies              | Nominado  |
| 2011 | Most Popular Drama Serie                               | Logie Award          | Offspring                   | Nominado  |
| 2010 | Favourite Female                                       | TV Tonight Award     | Asher Keddie                | Ganó      |
| 2010 | Best New Australian Show                               | TV Tonight Award     | Offspring                   | Ganó      |
| 2010 | Best Aussie Drama                                      | TV Tonight Award     | Offspring                   | Nominado  |
| 2010 | Best Guest Or Supporting Actress In A Television Drama | AFI Award            | Deborah Mailman             | Ganó      |
| 2010 | Best Guest Or Supporting Actor In A Television Drama   | AFI Award            | John Waters                 | Nominado  |
| 2010 | Telefeatures TV Drama and Miniseries                   | ACT ACS Award        | John Brawley                | Nominado  |

## Producción
Originalmente Offspring fue creada como un telefilme de dos horas por Network Ten, pero los ejecutivos impresionados por la calidad del telefilme decidieron convertirlo en una serie. El episodio piloto fue subido en la página del canal diez cuatro días antes de que saliera para el público.
La serie fue escrita por Debra Oswald, John Edwards e Imogen Banks, el programa fue producido por Southern Star Entertainment. John Edwards es responsable de éxitos como Police Rescue, The Secret Life of Us, Love My Way, Dangerous y Rush, esta última de la cadena TEN.
La serie mezcla el drama narrativo, flashbacks, animación gráfica y secuencias de fantasías mostrando el vibrante mundo de Fitzroy, Melbourne.
La cadena Network Ten confirmó que la serie regresaría para una segunda temporada, la cual se estrenó en el 2011. En junio del mismo año la serie fue renovada para una tercera temporada la cual se estrenó el 18 de abril de 2012.
En julio del 2012 la serie fue renovada para una cuarta y quinta temporada, sin embargo en octubre del 2014 se anunció que la serie había sido cancelada y la quinta temporada sería la última. El 3 de octubre de 2014 John Edwards confirmó que la serie no regresaría para una sexta temporada. Sin embargo el 20 de septiembre del 2015 la cadena Ten confirmó que la serie regresaría para una sexta temporada, la cual fue estrenada el 29 de junio del 2016. El 4 de noviembre del 2016 la serie fue renovada para una séptima temporada. La producción de la serie comenzó en marzo del 2017 en Melbourne y fue estrenada el 28 de junio del mismo año.

### Emisión en otros países
| País          | Cadenas/Canal   | Fecha de Inicio      | Fecha de Finalización |
| ------------- | --------------- | -------------------- | --------------------- |
| Australia     | Network Ten     | 15 de agosto de 2010 | -                     |
| España        | Sony TV         | 2011                 | -                     |
| Holanda       | TLC Netherlands | 2011                 | -                     |
| Irlanda       | RTÉ One         | 2012                 | -                     |
| Noruega       | TLC Norway      | 2011                 | -                     |
| Nueva Zelanda | TV One          | 2011                 | -                     |
| Rusia         | TLC Russia      | 2011                 | -                     |
| Suecia        | TLC Sweden      | 2011                 | -                     |